# Kaulitz
Kaulitz ist eine Ortschaft und ein Ortsteil der Stadt Arendsee (Altmark) im Altmarkkreis Salzwedel in Sachsen-Anhalt.

## Geographie
Kaulitz, ein Straßendorf mit Kirche, ist entstanden aus einem nach Süden erweiterten Angerdorf. Es liegt sechs Kilometer westlich der Stadt Arendsee (Altmark) in der Altmark unmittelbar an der Landesgrenze zu Niedersachsen und grenzt an das Wendland. Im Osten fließt der Mahnsteingraben, der in den Landgraben mündet. Im Süden liegt der Haltepunkt Binde-Kaulitz der Bahnstrecke Salzwedel–Geestgottberg.

## Geschichte

### Mittelalter bis 20. Jahrhundert
Kaulitz wurde 1183 erstmals urkundlich erwähnt, als que dicitur Kaulitz, als Markgraf Otto einige Dörfer dem Nonnenkloster Arendsee überließ. Weitere Nennungen sind 1208 Koawlitz, 1309 Cowlitz, 1345 Cauwelitz. Im Landbuch der Mark Brandenburg von 1375 wird das Dorf als Cauwelitz aufgeführt, es gehörte dem Kloster Arendsee. 1541 heißt der Ort Kabelitz, 1687 Kaulitz, sowie 1804 Kaulitz und Caulitz, ein Dorf mit Windmühle und Krug.
Im Norden des Dorfes lag das Vorwerk Kaulitz, kurz davor liegt der ca. 21 Meter hohe Klosterhorst. Südlich des Dorfes am Waldrand stand eine Windmühle.
In einem Waldstück in der Nähe des Ortes befindet sich das Grab eines unbekannten sowjetischen Kriegsgefangenen, der während des Zweiten Weltkrieges ein Opfer von Zwangsarbeit wurde.

### Burgberg
Etwa zwei Kilometer nordwestlich des Dorfes liegt eine geringe natürliche Anhöhe (20 Meter) im sumpfigen Wiesengelände, eine völlig eingeebnete „Burgstelle“ ohne Funde. Sie trägt heute den Namen „Burgberg“. In ihrer Nähe wird im Jahre 1208 eine villa slavica Burchstede genannt.

### Herkunft des Ortsnamens
Heinrich Sültmann deutet den Ortsnamen als wendisch, der entweder zurückgeht auf „Kawel“ für „kleine Ackerstücke“ oder „Kobyla“, „die Stute“.
Aleksander Brückner erkennt im Ortsnamen die slawische Silbe „kob-“, die als altslawisch „kobь“ für „Wahrsagung“ oder „kobyla“ für „Stute“ oder aber mit „kovalь“ für „Schmied“ übersetzt werden könnte.

### Eingemeindungen
Bis 1807 gehörte das Dorf zum Arendseeischen Kreis der Mark Brandenburg in der Altmark. Danach lag es ab 1807 bis 1813 zum Kanton Arendsee auf dem Territorium des napoleonischen Königreichs Westphalen. Ab 1816 gehörte die Gemeinde in den Kreis Osterburg, den späteren Landkreis Osterburg in der preußischen Provinz Sachsen.
Am 15. Juni 1950 wurde die Gemeinde in den Landkreis Salzwedel umgegliedert. Am 25. Juli 1952 kam Kaulitz zum Kreis Salzwedel und am 1. Juli 1994 zum heutigen Altmarkkreis Salzwedel.
Durch einen Gebietsänderungsvertrag beschloss der Gemeinderat der Gemeinde Kaulitz am 19. Mai 2009, dass die Gemeinde Kaulitz in die Stadt Arendsee (Altmark) eingemeindet wird. Dieser Vertrag wurde vom Landkreis als unterer Kommunalaufsichtsbehörde genehmigt und trat am 1. Januar 2010 in Kraft.
Nach Eingemeindung der bisher selbstständigen Gemeinde Kaulitz wurde Kaulitz Ortsteil der Stadt Arendsee (Altmark). Für die eingemeindete Gemeinde wurde die Ortschaftsverfassung nach den §§ 86 ff. Gemeindeordnung Sachsen-Anhalt eingeführt. Die eingemeindete Gemeinde Kaulitz und künftige Ortsteil Kaulitz wurde zur Ortschaft der aufnehmenden Stadt Arendsee (Altmark). In der eingemeindeten Gemeinde und nunmehrigen Ortschaft Kaulitz wurde ein Ortschaftsrat mit fünf Mitgliedern einschließlich Ortsbürgermeister gebildet.

### Einwohnerentwicklung

#### Dorf und Vorwerk
| Jahr            | 1734 | 1774 | 1789 | 1798 | 1801 | 1818 | 1840 | 1864 | 1871 | 1885 | 1892 | 1895 | 1900 | 1905 |
| Dorf Kaulitz    | 183  | 194  | 186  | 248  | 238  | 212  | 268  | 326  | 314  | 273  | 292  | 276  | 255  | 255  |
| Vorwerk Kaulitz |      |      |      |      |      |      |      |      | 013  | 022  |      | 020  |      | 021  |

#### Gemeinde
| Jahr | Einwohner |
| ---- | --------- |
| 1910 | [00]227   |
| 1925 | 304       |
| 1939 | 274       |
| 1946 | 466       |
| 1964 | 342       |
| 1971 | 293       |
| 1981 | 227       |
| 1985 | [00]230   |

| Jahr | Einwohner |
| ---- | --------- |
| 1990 | [00]217   |
| 1993 | 222       |
| 1995 | [00]250   |
| 2000 | [00]209   |
| 2006 | [00]207   |
| 2007 | [00]216   |
| 2008 | [00]205   |
| 2009 | [00]223   |

Quelle, wenn nicht angegeben, bis 2006

#### Ortsteil
| Jahr | Einwohner |
| ---- | --------- |
| 2011 | 209       |
| 2012 | 208       |
| 2013 | 195       |
| 2014 | 193       |
| 2015 | 202       |
| 2016 | 200       |

| Jahr | Einwohner |
| ---- | --------- |
| 2017 | 182       |
| 2020 | [00]185   |
| 2021 | [00]187   |
| 2022 | [0]180    |
| 2023 | [0]175    |

Quelle, wenn nicht angegeben, 2011–2017

## Religion
Die evangelische Kirchengemeinde Kaulitz, die früher zur Pfarrei Binde gehörte, wird heute betreut vom Pfarrbereich Fleetmark-Jeetze im Kirchenkreis Salzwedel im Bischofssprengel Magdeburg der Evangelischen Kirche in Mitteldeutschland.
Die ältesten überlieferten Kirchenbücher für Kaulitz stammen aus dem Jahre 1826.
Die katholischen Christen gehören zur Pfarrei St. Laurentius in Salzwedel im Dekanat Stendal im Bistum Magdeburg.

## Politik

### Ortsbürgermeister
Uwe Lahmann ist Ortsbürgermeister der Ortschaft Kaulitz.
Letzter Bürgermeister der Gemeinde war Horst Bretschneider.

### Ortschaftsrat
Die Ortschaftsratswahl am 9. Juni 2024 lieferte diese Sitzverteilung (in Klammern Ergebnisse der Wahl 2019):
- 4 Sitze Neue Wählergemeinschaft Kaulitz (2 Sitze)
- 1 Sitz Einzelbewerber Tietsche-Mustroff
- kein Sitz: Die Linke

Gewählt wurden 2 Frauen und 3 Männer. Die Wahlbeteiligung betrug 66,67 Prozent.

### Wappen
Blasonierung: „Geviert von Silber und Blau; Feld 1: ein linksgekehrter roter Kuhrumpf; Feld 2: drei steigende goldene Ähren balkenweise; Feld 3: drei goldene Kugeln (2:1); Feld 4: ein roter Pferderumpf.“
Das Wappen wurde von dem Heraldiker Uwe Reipert gestaltet.

### Flagge
Die Flagge der ehemaligen Gemeinde Kaulitz ist Gelb – Blau gestreift mit mittig aufgelegtem Wappen.

## Kultur und Sehenswürdigkeiten

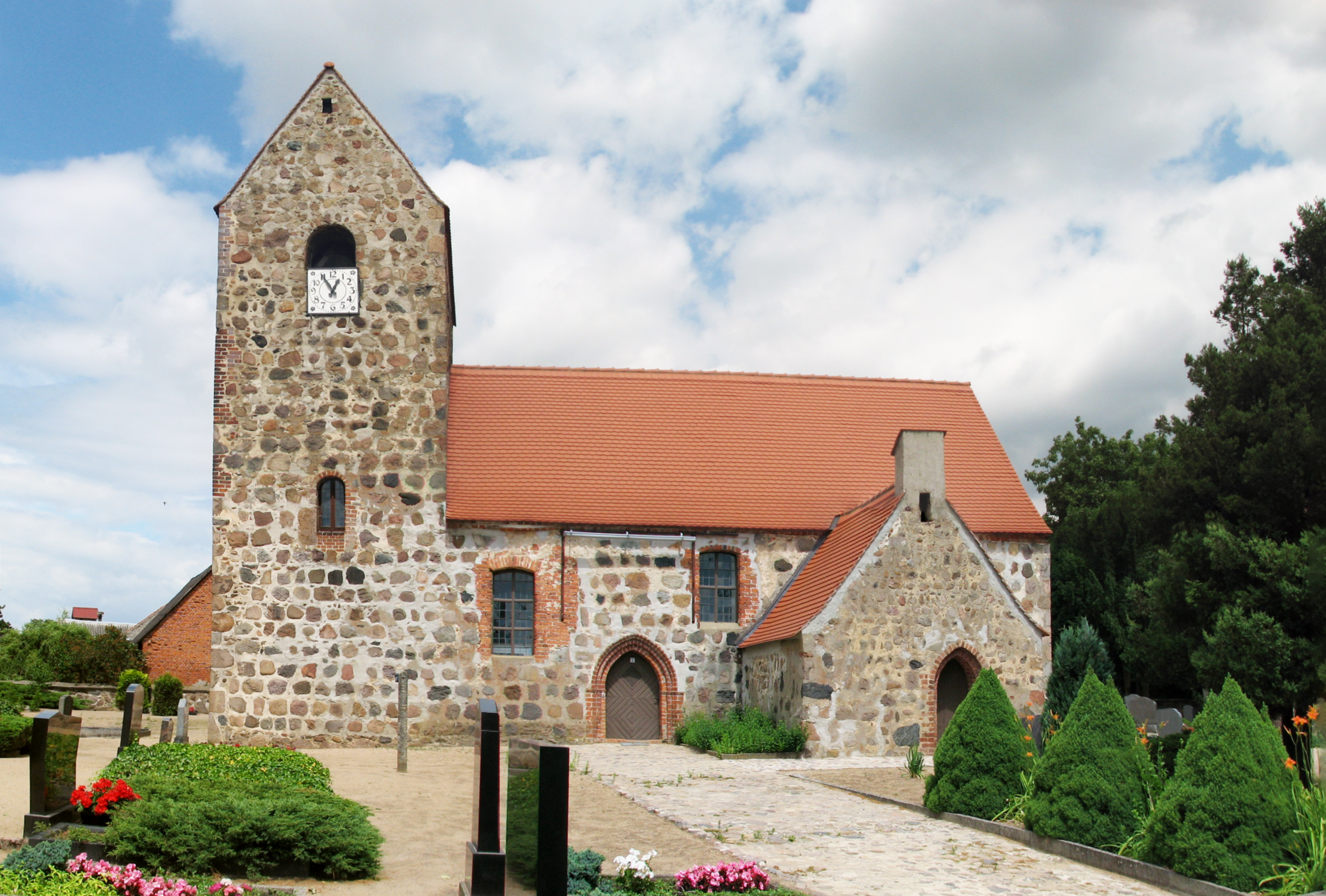
Dorfkirche in Kaulitz

- Die evangelische Dorfkirche Kaulitz, ein Feldsteinbau, ist in der Mitte des 13. Jahrhunderts entstanden.[31]

## Verkehrsanbindung
Die Kreisstraße K 1008 führt nach Binde.
Es verkehren Rufbusse der Personenverkehrsgesellschaft Altmarkkreis Salzwedel.
Durch das Dorf führt der Fernradweg Altmarkrundkurs.